# Riese Pio X
Riese Pio X is een gemeente in de Italiaanse provincie Treviso (regio Veneto) en telt 10.181 inwoners (31-12-2004). De oppervlakte bedraagt 30,7 km2, de bevolkingsdichtheid is 332 inwoners per km2.
De stad, die vaak kortweg Riese genoemd wordt, kreeg de bijnaam Pius X vanwege haar beroemdste zoon, Paus Pius X. De plaats Sotto il Monte Giovanni XXIII verkreeg op soortgelijke wijze haar naam.

## Demografie
Riese Pio X telt ongeveer 3538 huishoudens. Het aantal inwoners steeg in de periode 1991-2001 met 15,4% volgens cijfers uit de tienjaarlijkse volkstellingen van ISTAT.
| Jaar | Inwoneraantal |
| ---- | ------------- |
| 1991 | 8342          |
| 2001 | 9627          |

## Geografie
De gemeente ligt op ongeveer 65 m boven zeeniveau.
Riese Pio X grenst aan de volgende gemeenten: Altivole, Asolo, Castelfranco Veneto, Castello di Godego, Fonte, Loria, San Zenone degli Ezzelini, Vedelago.

## Geboren
- Paus Pius X (1835-1914), geboren als Giuseppe Melchiorre Sarto
- Simone Fraccaro (1952)